# 패트릭 순시옹
패트릭 순시옹(黃馨祥, 1952년 7월 29일~)은 남아프리카 태생의 중국계 미국인 외과 의사이다.

## 생애
순시옹의 아버지는 2차대전 당시 일본의 침략을 피해 중국에서 남아프리카 공화국으로 이민을 갔고 남아프리카 공화국에서 순시옹을 낳았다. 그는 16세에 고등학교 과정을 마칠 정도로 총명했던 그는 아버지의 영향을 받았는지 비츠대학을 23세에 졸업해 요하네스버그 병원에서 인턴을 마쳤다. 캐나다 브리티시 콜럼비아 대학에서 석사학위를 취득한 순시옹은 미국으로 건너가 UCLA에서 외과의사로 재직하며 당시로는 최초로 췌장이식수술에 성공해 이름을 날렸는데 의사로서의 명성뿐만 아니라 1991년엔 당뇨병 연구소인 ‘VivoRX’를 차려 120개가 넘는 의료 관련 특허를 획득했으며 이후 ‘아브락시스 바이오사이언스’ 연구소를 차려 유방암 치료제인 아브락산을 개발하기도 했다. 이 두 회사를 기반으로 1997년에 APP 제약 (APP Pharmaceuticals) 회사를 설립했는데 이후 2008년에 46억불에 매각했으며 2010년에는 아브락시스 바이오사이언스도 30억불에 매각해 사업가로서의 역량을 발휘하기도 했다.패트릭 순시옹은 2018년 6월에 미국의 6대 일간지이자 로스앤젤레스 최대의 신문인 로스앤젤레스타임스의 주인이 되었다.